# Calathodes polycarpa
Calathodes polycarpa är en ranunkelväxtart som beskrevs av Jisaburo Ohwi. Calathodes polycarpa ingår i släktet Calathodes och familjen ranunkelväxter. Inga underarter finns listade i Catalogue of Life.